# Francavilla in Sinni
Francavilla in Sinni község (comune) Olaszország Basilicata régiójában, Potenza megyében.

## Fekvése
A település a Sinni folyó völgyében fekszik, a Pollino Nemzeti Park területén.

## Története
A település első említése 1420-ban származik, amikor a környező vidék a San Nicola karthauzi kolostorhoz tartozott, amelyet 1808-ban, a francia seregek romboltak le.

## Népessége
A népesség számának alakulása:

## Főbb látnivalói
- a 19. században épült Sant’Antonio-kápolna
- a 18. századi San Felice e San Policarpo-templom
- a történelmi belváros, amelynek központja a Piazza Gonfalone
- az 1866-ban épült Villa del Castello Viceconte